# Anouar Kali
Anouar Kali est un footballeur marocain, né le 3 juin 1991 à Utrecht. Il évolue au poste de milieu offensif. Le 21 septembre 2016, à l'occasion d'un match de coupe des Pays-Bas, il est le premier joueur à être expulsé à la suite du recours à la vidéo.

## Palmarès
Vierge

## Statistiques
| Saison    | Club       | Pays       | Championnat       | Coupes nationales | Coupes d'Europe | Maroc |
| --------- | ---------- | ---------- | ----------------- | ----------------- | --------------- | ----- |
| 2010-2011 | FC Utrecht | Eredivisie | 2 matchs          | -                 | -               | -     |
| 2011-2012 | FC Utrecht | Eredivisie | 22 matchs / 1 but | 1 match           | -               | -     |
| 2012-2013 | FC Utrecht | Eredivisie | 27 matchs / 1 but | 3 matchs          | -               | -     |
| 2013-2014 | Roda JC    | Eredivisie | 29 matchs / 1 but | 4 matchs          | -               | -     |
| 2014-2015 | FC Utrecht | Eredivisie | 13 matchs         | 1 match           | -               | -     |
| 2015-2016 | Willem II  | Eredivisie | 2 matchs          | 4 matchs          | -               | -     |
| 2016-2017 | Willem II  | Eredivisie | 17 matchs         | -                 | -               | -     |

Dernière mise à jour le 20/02/2017